# Teódula Alemán Cleto
Teódula Alemán Cleto o Mamá Teo (Coatetelco, Morelos;17 de febrero de 1928) es una profesora y difusora cultural mexicana.
En 2017 obtuvo el reconocimiento por parte del Instituto de Cultura de Morelos (ICM) por 67 años de trayectoria como promotora de la cultura y del rescate de las tradiciones de la comunidad indígena de Coatetelco.
Mamá Teo ha recibido distinciones como la Venera José María Morelos y Pavón, “Morelense de Excelencia”. Y en 2007, el Congreso del Estado de Morelos le otorgó la Presea Xochiquetzalli, por su trabajo a favor de la mujer y la equidad de género. 

## Trayectoria
Estudió en la Normal del Instituto de Capacitación para el Magisterio y la especialidad en Antropología e Historia y Literatura Española en el estado de Puebla. Su interés por conservar las tradiciones de su localidad la llevó a capacitarse en la gestión de museos y de la cultura, así como en materia de derechos de las comunidades indígenas, el fomento a la lectura y el turismo alternativo.
Dentro de su labor social destaca su papel como Fundadora del Centro Cultural Tlanchana (CCT), el cual actualmente cuenta con la ayuda de la Secretaría de Cultura, ofreciendo talleres a niños y jóvenes de la comunidad. Asimismo impulsó la creación del Festival del Pescado y de las palapas en la zona del Muelle.
De igual manera fundó el Centro de Bienestar Social de Coatetelco; la secundaria de Acapatzingo, en el municipio de Cuernavaca; y la Escuela Primaria (turno vespertino) “Guillermo Prieto”. Asimismo participó en la gestión del Museo, Biblioteca, Centro Rural de Salud, y del Sistema de Agua Potable de Coatetelco.
Mediante el apoyo de la Secretaría de Desarrollo Económico, estableció la venta de artesanías de su comunidad. Ha transmitido sus saberes a través de varias publicaciones en periódicos, revistas y folletos. Además instituyó el evento “Atlacuala”, rito ceremonial anual que se realiza en las pirámides de Coatetelco.

## Obra
Coatetelco. Pueblo indígena de pescadores (2016, Fondo Editorial del Estado de Morelos)